# Dique exento
Un dique exento es un dique separado de la costa y situado, generalmente, de forma paralela a ella. Su objetivo es la protección y estabilidad frente a la acción del oleaje incidente y de la energía que éste lleva asociada.

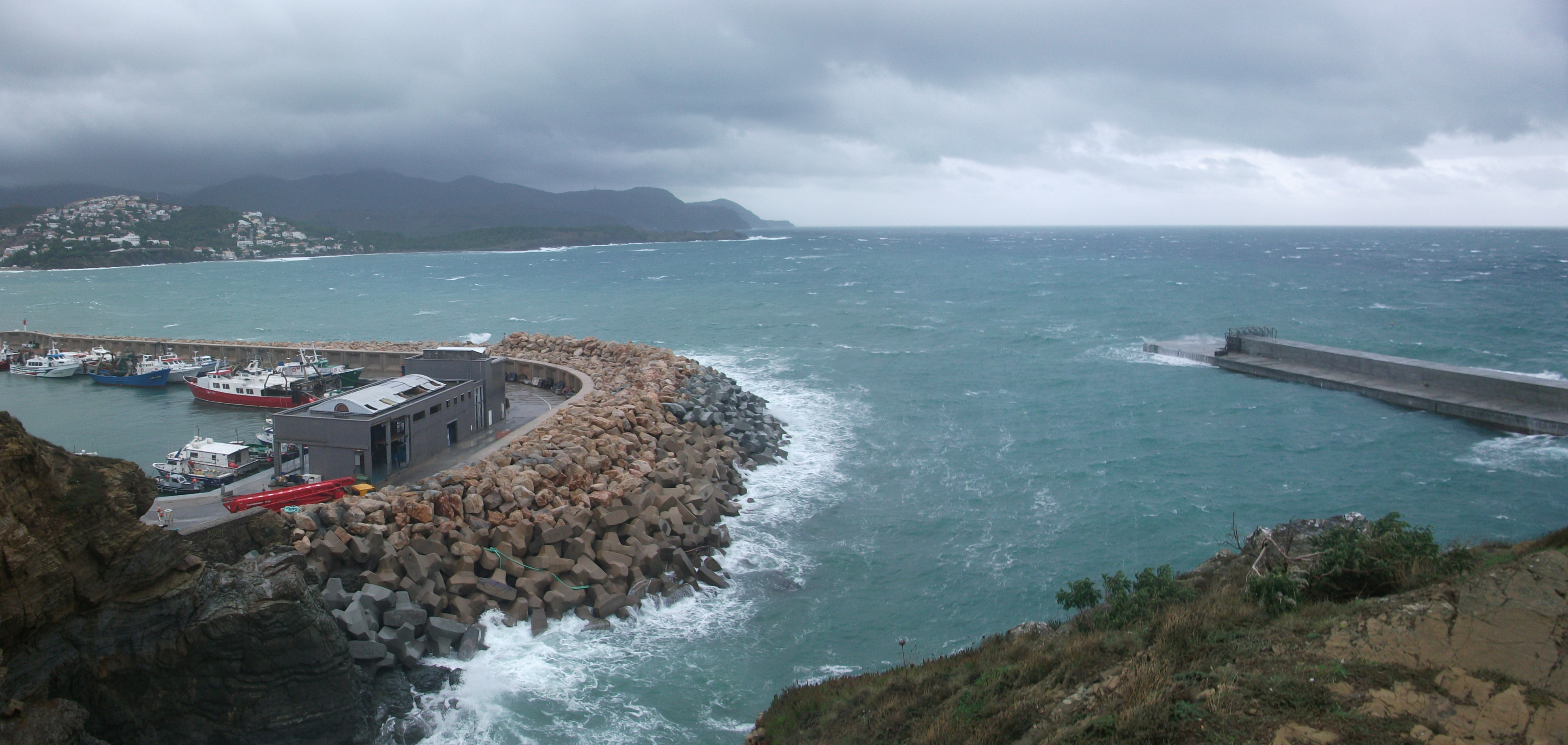
Dique exento rebasable para la protección del puerto de Llansá (Gerona) frente a los temporales de Levante

Los principales efectos se persiguen con dicha estructura son: 
- Retardar el proceso de erosión sedimentaria en una playa ya existente.
- Proteger las estructuras de un puerto.
- Crear de forma natural una zona de playa allí donde no existe.
- Paliar los efectos erosivos generados en la costa como consecuencia de temporales y tormentas.

El proceso morfodinámico que tiene lugar al incidir el oleaje sobre un dique exento convencional y paralelo a la costa es el siguiente: 
- Reflexión parcial de la energía del oleaje incidente debido a la presencia de la barrera artificial que supone el dique exento.
- A continuación tiene lugar el paso del oleaje al otro lado del dique mediante la acción de dos fenómenos simultáneos: difracción del oleaje alrededor de los extremos del dique y transmisión de la energía incidente por encima de la cresta de la estructura.
- Como consecuencia de la difracción, tiene lugar una reducción de altura de ola a lo largo de la playa en el trasdós del dique.

Los diques exentos son soluciones que requieren una adecuada evaluación de impacto ambiental por sus posibles efectos negativos sobre el paisaje costero y, en ocasiones, sobre los sistemas naturales de los fondos marinos.